# Chrome (groupe)
Pour les articles homonymes, voir Chrome (homonymie).
Chrome est un groupe américain de rock, originaire de San Francisco, en Californie. 

## Histoire
Chrome est formé en 1976, par Damon Edge, Gary Spain, Mike Low et John Lambdin. Peu après la sortie du premier album, The Visitation, Gary Spain presente Helios Creed à Damon Edge. Ce sont ces deux personnages qui constitueront l'âme de l'un des groupes les plus originaux de la période punk et new wave. C'est dans la catégorie rock industriel que l'on classe habituellement Chrome. Alien Soundracks inaugure un son nouveau, électrique et très froid, baigné dans des mélodies étranges. L'album suivant, Half Machine Lip Moves, contient des morceaux laissant une impression métallique extrême, et d'autres dégageant des ambiances énigmatiques ou mélancoliques.
Chrome tire son style musical agressif, voir chaotique, de pionniers de la scène comme the Stooges. Ils enregistrent leur album, The Visitation, qui fait participer John Lambdin (guitare) et Mike Low (guitare, chant). Après l'enregistrement de The Visitation, Edge envoie l'album à Warner Bros. Records pour essayer de distribuer leur album. Un A&R des Warner Brothers contactera Edge pour lui dire que l'album ressemble à « un album des Doors désordonné » ; pour Damon Edge, c'était un compliment. Le label ne publiera par l'album, alors Edge fonde son propre label, Siren Records. Après l'enregistrement du premier album, le chanteur Mike Low quitte le groupe, et est remplacé par le nouveau guitariste Helios Creed.
La popularité artistique et commerciale de Chrome émerge en 1977 avec la sortie de leur deuxième album, Alien Soundtracks. L'album est d'abord intitulé Ultra Soundtrack, une bande son pour un spectacle d'enfer de striptease, mais le titre ne fait pas l'unanimité. Après Alien Soundtracks, John Lambdin quitte le groupe.
Leur troisième album, Half Machine Lip Moves, est publié en 1979. Half Machine Lip Moves continue dans la veine de ses prédécesseurs mais en plus agressif. Les morceaux effrénés de batterie d'Edge sur cet album sont faits à partir de morceaux de métal. L'album est classé 62e dans la liste des « 100 albums qui ont enflammé le monde (alors que personne n'écoutait) » établie par The Wire, et est cité comme « le commencement du rock industriel ».
En 1980, Edge fait la rencontre de Fabienne Shine, ancienne membre de Shakin' Street, et l'épouse deux mois plus tard. Elle participera à plusieurs albums de Chrome ; sa voix apparait dans l'album 3rd from the Sun.
Après un autre EP et single, Chrome devient un quatuor avec l'arrivée de John et Hilary Stench (surnommé Haines). Cette formation subsiste entre 1980 et 1983, et produit les albums Blood on the Moon (1981) et 3rd from the Sun (1982).
En 1983, Edge emménage à Paris. Shine le présente à son groupe et une nouvelle formation de Chrome émerge. Edge et son épouse se séparent en 1984. Damon Edge entame une carrière solo, en utilisant toutefois de temps en temps Chrome comme nom de groupe. Helios Creed ne se remet à faire des disques qu'en 1987, sous son nom, puis sort un album sous le nom de groupe Dark Matter en 1996. Damon Edge meurt en 1995. Helios Creed joue occasionnellent avec Nik Turner, puis, à partir de 1997, récupère le nom de Chrome pour certains ouvrages.
Une version du groupe menée par Creed publie plusieurs albums et tourne entre 1997 et 2001. Creed relance encore le nom de Chrome avec un nouvel album, Feel It Like a Scientist, en 2014.
Leur nouvel album, Techromancy, est publié le 21 avril 2017, et suit d'une tournée américaine,.

## Style musical
Le style musical du groupe est rattaché à la musique industrielle, au rock industriel,, au hard rock et au space rock. Il comprend des éléments agressifs et distordus. Leur expérimentation de bruits synthétisés sont mêlés à des instruments rock,,.

## Discographie
Cette discographie n'inclut pas les albums solo de Damon Edge ni d'Helios Creed qui sont sortis sous le nom de Chrome après la dissociation du groupe, on les trouvera sur leurs discographies individuelles. L'album sorti en 2002 à partir de bandes de 1995 s'apparente beaucoup à la discographie solo de Damon Edge, mais Helios Creed y a contribué.
- 1977 : The Visitation
- 1978 : Alien Soundtracks
- 1979 : Half Machine Lip Moves
- 1979 : Read Only Memory (EP)
- 1980 : Red Exposure
- 1981 : Blood on the Moon
- 1981 : Inworlds (EP)
- 1981 : Compilation Subterranean Modern (trois morceaux inédits)
- 1982 : 3rd From the Sun
- 1982 : Chrome Box (six disques vinyles dont deux inédits en 1982: Chronicles 1 et 2 ; ces deux disques seront condensés en 1983 dans une édition française en un seul volume (les morceaux très longs à l'origine sont raccourcis), sous le titre Raining Milk, avec le single Anorexic Sacrifice et le morceau Raining Milk)
- 1982 : No Humans Allowed (compilation de singles et EP)
- 2002 : Angel of the Clouds
- 2014 : Feel It Like a Scientist (King of Spades Records)
- 2017 : Techromancy (Cleopatra records)
- 2021 : Scaropy (Cleopatra records)
- 2023 : Blue Exposure